# Kaap Lopez

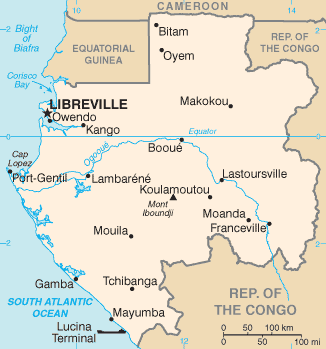
Landkaart van Gabon, met daarop Kaap Lopez in het uiterste westen van het land

Kaap Lopez is een landtong aan het uiteinde van een schiereiland aan de kust van Gabon, in het westen van Centraal-Afrika. Het is het westelijkste punt van Gabon en vormt een grenspunt tussen de wateren van de Golf van Guinee en de zuidelijke Atlantische Oceaan die elkaar hier ontmoeten. De kaap is het noordelijkste punt van een laag, bebost schiereiland tussen twee mondingen van de rivier de Ogooué. Aan de zuidoostzijde van de kaap is een olieterminal en 10 kilometer ten zuiden daarvan ligt de zeehaven van de havenstad Port-Gentil. Daarnaast staat er ook een vuurtoren die dateert uit 1910.
De kaap is vernoemd naar de Portugese ontdekkingsreiziger Lopes Gonçalves die haar rond het jaar 1474 heeft bereikt. 